# 少女趣味
少女趣味（しょうじょしゅみ）とは、少女に共通した好みや傾向。甘美で感傷的・夢想的な情緒を好む傾向（広辞苑第五版における定義）。少女が好むとされる形態を指す。転じて少女が好みそうな華やかでかつ、かわいい・フリルやリボンなどの装飾を多用した衣服などを指してこのように形容し、また他方ではステレオタイプ化された少女イメージに合致する様々な事象・物品を指してこのようにも形容する。

## 概要
この概念が示す形質は、従来では少女にのみ普遍的に存在するとされた「華やかでかわいらしい（コケティッシュ）」や「無邪気で気紛れ」または「精一杯背伸びをしても抜けきれないあどけなさ」などに合致するファッションや傾向、文化をさす。
なおこの場合の趣味とは、嗜好の傾向や娯楽としての活動のそれではなく、「そのような趣（おもむき）」である。（趣味を嗜好の意味で用いた）少女趣味の異義に、少女偏愛（ロリータ・コンプレックスなど）があるが、現在ではこの意味での用例は稀である。
他方ではロマンチックな恋愛物の著作物（文学作品・漫画・ドラマ・映画など）も、この「少女が好む（であろう）物語」として少女趣味と形容されることもある。いわゆる「恋に恋する（異性が興味の対象なのではなく、恋愛が興味の対象である）お年頃」を扱う作品や、卑猥さがなく爽やかで、途中切なくてもハッピーエンドの作品などはしばしば「少女趣味的な作品」と形容される。

## 社会の変容
近年ではジェンダーや性差別の問題もあり、当人の意向を無視して「少女であればこのような趣味嗜好を持つべきである」とする発想を問題視する動きもある。同時に、男性や成人女性にあっても、かわいらしい・華やかな物を好む人もあり、これを指して従来は少女趣味と揶揄するケースも見られたが、先の少女のあり様やジェンダーに対する再認識もあって、次第に個人の趣味嗜好に寛容な風潮も生まれ、「少女趣味」というものは、単なる個人的趣味として受け止められるようになってきている。

## 価値の変形
一部で行われる若者服として、過剰なまでにフリルやリボンで飾り立てるファッションを愛好する女性がいる（ロリータ・ファッション）。